# Vincitori del Palio di Siena (XIX secolo)
Di seguito l'elenco dei vincitori del Palio di Siena nel XIX secolo.
| Anno | Contrada     | Fantino                                    | Cavallo                                 | Note |
| --- | ------------ | ------------------------------------------ | --------------------------------------- | --- |
| I Palii del 1801 non si disputarono a causa delle ingenti tasse e imposizioni da parte dell'occupante Governo francese, nonché per la presenza di truppe francesi in città |              |                                            |                                         | |
| 2 luglio 1802 | Tartuca      | Tommaso Felloni detto Biggéri              | Stornello del Valacchi                  | - |
| 16 agosto 1802 | Onda         | Matteo Marzi detto Mattiaccio              | Novano                                  | Primo Palio di agosto interamente finanziato dal Comune di Siena. Da questo momento il Palio del 16 agosto diviene stabile.                                       |
| Il Palio del 16 agosto 1803 non si corse a causa della morte di Ludovico I di Borbone                                                                                      |              |                                            |                                         | |
| 8 settembre 1803 | Pantera      | Matteo Marzi detto Mattiaccio              | Stornello del Pasquini                  | Palio di recupero di quello del luglio, non disputato per la morte di Ludovico I di Borbone                                                                       |
| 2 luglio 1804 | Valdimontone | Matteo Marzi detto Mattiaccio              | Baio scuro del Martini                  | - |
| 16 agosto 1804 | Oca          | Niccolò Chiarini detto Caino               | Stornello del Pasquini                  | - |
| 20 agosto 1804 | Tartuca      | Giuseppe Menghetti detto Giuseppetto       | Sauro balzano del Ricci                 | Palio straordinario per desiderio della regina d'Etruria |
| 2 luglio 1805 | Istrice      | Niccolò Chiarini detto Caino               | Morello maltinto del Cerini             | - |
| 16 agosto 1805 | Giraffa      | Niccolò Chiarini detto Caino               | Morello maltinto del Fontani            | - |
| 3 luglio 1806 | Valdimontone | Luigi Menghetti detto Piaccina             | Morello maltinto del Neri               | Rinviato al 3 per pioggia |
| 17 agosto 1806 | Istrice      | Matteo Brandani detto Brandino             | Morello del Tommi                       | Corso il 17 perché domenica |
| 3 luglio 1807 | Giraffa      | Agostino Rochi detto Botto                 | Sauro del Ricci                         | Cappotto della Giraffa |
| 17 agosto 1807 | Giraffa      | Matteo Marzi detto Mattiaccio              | Baio chiaro del Manetti                 | Cappotto della Giraffa |
| 2 luglio 1808 | Valdimontone | Tommaso Felloni detto Biggéri              | Morello del Fontani                     | - |
| 16 agosto 1808 | Pantera      | Niccolò Chiarini detto Caino               | Baio del Battazzi                       | - |
| 14 maggio 1809 | Torre        | Tommaso Felloni detto Biggéri              | Baio scuro del Manetti                  | Palio straordinario per l'arrivo della granduchessa Elisa Bonaparte                                                                                               |
| 4 giugno 1809 | Tartuca      | -                                          | Rondinello                              | Palio straordinario corso con cavalli scossi da tutte le Contrade, voluto dai francesi per festeggiare la presa di Vienna                                         |
| 2 luglio 1809 | Leocorno     | Tommaso Felloni detto Biggéri              | Rondinello                              | - |
| 16 agosto 1809 | Lupa         | Tommaso Felloni detto Biggéri              | Morello del Pianigiani                  | - |
| 2 luglio 1810 | Onda         | Niccolò Chiarini detto Caino               | Morello balzano del Pezzuoli            | - |
| 16 agosto 1810 | Oca          | Niccolò Chiarini detto Caino               | Baio dorato del Bandini                 | - |
| 2 luglio 1811 | Torre        | Giovan Battista Paradisi detto Pettiere    | Baio dorato del Ricci                   | - |
| 16 agosto 1811 | Civetta      | Luigi Menghetti detto Piaccina             | Morello maltinto del Vignozzi           | - |
| 2 luglio 1812 | Civetta      | Luigi Menghetti detto Piaccina             | Morello maltinto del Batazzi            | - |
| 16 agosto 1812 | Tartuca      | Luigi Brandani detto Cicciolesso           | Morello bruciato del Mariotti           | - |
| 2 luglio 1813 | Civetta      | Luigi Menghetti detto Piaccina             | Castagno chiaro del Fontani             | - |
| 16 agosto 1813 | Tartuca      | Niccolò Chiarini detto Caino               | Baio scuro del Lippi                    | - |
| 2 luglio 1814 | Bruco        | Luigi Menghetti detto Piaccina             | Rondinello                              | - |
| 17 agosto 1814 | Torre        | Francesco Giuseppe Bini detto Ciccina      | Baio scuro del Pagliai                  | Rinviato al 17 per pioggia |
| 2 luglio 1815 | Aquila       | Francesco Giuseppe Bini detto Ciccina      | Baio scuro del Pagliai                  | - |
| 16 agosto 1815 | Leocorno     | Niccolò Chiarini detto Caino               | Baio dorato del Chiarini                | - |
| 2 luglio 1816 | Bruco        | Niccolò Chiarini detto Caino               | Baio scuro del Pagliai                  | - |
| 16 agosto 1816 | Torre        | Niccolò Chiarini detto Caino               | Baio dorato di Riccio                   | - |
| 2 luglio 1817 | Tartuca      | Niccolò Chiarini detto Caino               | Baio scuro del Pagliai                  | - |
| 17 agosto 1817 | Lupa         | Filippo Rossi detto Vecchia                | Castagno bruciato del Grandi            | Corso il 17 su richiesta dell'impresario del Teatro dei Rinnovati perché il 16 era sabato                                                                         |
| 2 luglio 1818 | Bruco        | Niccolò Chiarini detto Caino               | Baio scuro del Pagliai                  | - |
| 16 agosto 1818 | Leocorno     | Luigi Menghetti detto Piaccina             | Baio scuro del Pagliai                  | - |
| 19 agosto 1818 | Istrice      | Francesco Morelli detto Ferrino Maggiore   | Castagno balzano del Falconi            | Palio straordinario corso per volere del granduca Ferdinando III di Toscana                                                                                       |
| 30 marzo 1819 | Civetta      | Niccolò Chiarini detto Caino               | Morello del Chiarini                    | Palio straordinario per il passaggio di Francesco II d'Asburgo-Lorena                                                                                             |
| 2 luglio 1819 | Onda         | Filippo Rossi detto Vecchia                | Morello del Parranchi                   | - |
| 17 agosto 1819 | Istrice      | Francesco Morelli detto Ferrino Maggiore   | Morello del Magnelli                    | Rinviato al 17 per pioggia |
| 2 luglio 1820 | Lupa         | Matteo Brandani detto Brandino             | Baio del Soldatini                      | - |
| 16 agosto 1820 | Oca          | Giovanni Buoni detto Bonino                | Baio dorato del Soldatini               | - |
| 2 luglio 1821 | Aquila       | Francesco Giuseppe Bini detto Ciccina      | Baio scuro del Pagliai                  | - |
| 16 agosto 1821 | Pantera      | Francesco Morelli detto Ferrino Maggiore   | Stornello del Felli                     | - |
| 2 luglio 1822 | Chiocciola   | Matteo Brandani detto Brandino             | Morello maltinto del Meini              | - |
| 18 agosto 1822 | Torre        | Giovan Battista Lanini detto Mugnaino      | Baio scuro del Pagliai                  | Corso il 18 perché festivo |
| 2 luglio 1823 | Chiocciola   | Francesco Santini detto Gobbo Saragiolo    | Baio scuro del Pagliai                  | - |
| 17 agosto 1823 | Istrice      | Luigi Brandani detto Cicciolesso           | Stornello del Felli                     | Corso il 17 perché festivo |
| I Palii del 1824 non si corsero a causa della morte del granduca Ferdinando III di Toscana                                                                                 |              |                                            |                                         | |
| 27 settembre 1824 | Oca          | Luigi Brandani detto Cicciolesso           | Morello maltinto del Bianciardi         | Palio di recupero di quello del luglio, non disputato per la morte di Ferdinando III                                                                              |
| 3 luglio 1825 | Torre        | Francesco Giuseppe Bini detto Ciccina      | Morello del Felli                       | Corso il 3 perché domenica |
| 16 agosto 1825 | Onda         | Niccolò Chiarini detto Caino               | Morello maltinto del Bianciardi         | - |
| 2 luglio 1826 | Bruco        | Luigi Menghetti detto Piaccina             | Stornello pallottato del Brandani       | - |
| 16 agosto 1826 | Nicchio      | Luigi Brandani detto Cicciolesso           | Morello maltinto del Gigli              | - |
| 2 luglio 1827 | Leocorno     | Francesco Grazzi detto Stecco              | Baio bruciato del Galanti               | - |
| 17 agosto 1827 | Oca          | Giovanni Buoni detto Bonino                | Baio dorato del Batazzigli              | Corso il 17 per pioggia |
| 2 luglio 1828 | Civetta      | Giovanni Buoni detto Bonino                | Baio dorato del Batazzi                 | - |
| 17 agosto 1828 | Leocorno     | Francesco Bianchini detto Campanino        | Baio dorato del Batazzigli              | Corso il 17 perché domenica |
| 2 luglio 1829 | Torre        | Francesco Santini detto Gobbo Saragiolo    | Morello bruciato del Coppi              | - |
| 16 agosto 1829 | Valdimontone | Francesco Santini detto Gobbo Saragiolo    | Morello di Giuseppe Straccali           | - |
| 2 luglio 1830 | Civetta      | Francesco Bianchini detto Campanino        | Morello stellato in fronte              | - |
| 16 agosto 1830 | Istrice      | Francesco Bianchini detto Campanino        | Morello stellato in fronte              | - |
| 3 luglio 1831 | Oca          | Francesco Santini detto Gobbo Saragiolo    | Baio scuro del Gentili                  | Corso il 3 per pioggia |
| 16 agosto 1831 | Torre        | Carlo Brandani detto Brutto                | Baio dorato del Battazzi                | - |
| 2 luglio 1832 | Istrice      | Luigi Giraldini detto Maremmanino          | Morello maltinto del Bandini            | - |
| 16 agosto 1832 | Oca          | Francesco Santini detto Gobbo Saragiolo    | Morello del Coppi                       | - |
| 2 luglio 1833 | Drago        | Giovanni Brandani detto Pipistrello        | Morello dello Iacopi                    | - |
| 18 agosto 1833 | Lupa         | Giovanni Brandani detto Pipistrello        | Morello dello Iacopi (scosso)           | - |
| 2 luglio 1834 | Nicchio      | Giovanni Brandani detto Pipistrello        | Morello dello Iacopi                    | Cappotto del Nicchio |
| 17 agosto 1834 | Nicchio      | Giovanni Brandani detto Pipistrello        | Baio del Santi (scosso)                 | Cappotto del Nicchio |
| 2 luglio 1835 | Pantera      | Francesco Bianchini detto Campanino        | Morello dello Iacopi                    | - |
| 17 agosto 1835 | Torre        | Francesco Santini detto Gobbo Saragiolo    | Morello dello Iacopi                    | - |
| 3 luglio 1836 | Tartuca      | Giovanni Brandani detto Pipistrello        | Morello del Cubattoli                   | Corso il 3 perché domenica |
| 16 agosto 1836 | Bruco        | Francesco Santini detto Gobbo Saragiolo    | Baio scuro del Soldatini                | - |
| 2 luglio 1837 | Aquila       | Francesco Bianchini detto Campanino        | Baio balzano del Piazzesi               | - |
| 16 agosto 1837 | Bruco        | Francesco Santini detto Gobbo Saragiolo    | Morello stella in fronte del Ceccarelli | - |
| 2 luglio 1838 | Bruco        | Massimiliano Garuglieri detto Storto       | Baio del Barbetti                       | - |
| 16 agosto 1838 | Civetta      | Giuseppe Straccali detto Beppaccio         | Morello maltinto del Soldatini          | - |
| 2 luglio 1839 | Leocorno     | Donato Partini detto Partino               | Morello del Riccucci                    | - |
| 16 agosto 1839 | Torre        | Francesco Santini detto Gobbo Saragiolo    | Morello del Buoni                       | - |
| 18 agosto 1839 | Pantera      | -                                          | Cavallo del Bianchi                     | Palio straordinario, corso con cavalli scossi, indetto da una commissione di cittadini di Siena                                                                   |
| 2 luglio 1840 | Selva        | Francesco Santini detto Gobbo Saragiolo    | Baio scuro del Rogani                   | - |
| 16 agosto 1840 | Civetta      | Francesco Bianchini detto Campanino        | Morello del Soldatini                   | - |
| 2 luglio 1841 | Oca          | Francesco Bianchini detto Campanino        | Morello del Bizarri                     | - |
| 16 agosto 1841 | Lupa         | Francesco Bianchini detto Campanino        | Tosato                                  | - |
| 17 agosto 1841 | Nicchio      | Pietro Betti detto Betto                   | Morello maltinto del Barbetti           | Palio straordinario corso da tutte le 17 contrade, indetto da una società di cittadini di Siena per aumentare le consuete feste                                   |
| 3 luglio 1842 | Bruco        | Giuseppe Buoni detto Figlio di Bonino      | Morello del Riccucci                    | Cappotto del Bruco |
| 17 agosto 1842 | Bruco        | Giuseppe Buoni detto Figlio di Bonino      | Morello del Riccucci                    | Cappotto del Bruco |
| 18 agosto 1842 | Istrice      | Giuseppe Marraghini detto Saltatore        | Morello del Barbetti                    | Palio straordinario senza l'uso del nerbo corso da tutte le 17 contrade, indetto dai palchettanti per aumentare le consuete feste                                 |
| 2 luglio 1843 | Tartuca      | Francesco Bianchini detto Campanino        | Morello del Riccucci                    | - |
| 16 agosto 1843 | Torre        | Francesco Santini detto Gobbo Saragiolo    | Morello del Riccucci                    | - |
| 2 luglio 1844 | Nicchio      | Pietro Tarquini detto Bicchierino          | Morello biondo del Bernini              | - |
| 16 agosto 1844 | Valdimontone | Giuseppe Buoni detto Figlio di Bonino      | Morello maltinto del Barbetti           | - |
| 2 luglio 1845 | Leocorno     | David Bianciardi detto Sangrino            | Morello del Barbetti                    | - |
| 17 agosto 1845 | Drago        | Giuseppe Buoni detto Figlio di Bonino      | Morello del Barbetti                    | Corso il 17 perché domenica |
| 2 luglio 1846 | Civetta      | David Bianciardi detto Sangrino            | Baio bruciato del Bianciardi            | - |
| 16 agosto 1846 | Oca          | Massimiliano Garuglieri detto Storto       | Morello maltinto del Bernini            | - |
| 4 luglio 1847 | Bruco        | Giuseppe Buoni detto Figlio di Bonino      | Morello maltinto del Buonsignori        | - |
| 16 agosto 1847 | Nicchio      | Antonio Guasqui detto Folaghino            | Morello fino del Baldini                | Rinviato per pioggia e corso il 4 perché domenica |
| Il Palio del 2 luglio 1848 non si corse a causa della prima guerra d'indipendenza italiana                                                                                 |              |                                            |                                         | |
| 16 agosto 1848 | Onda         | Francesco Santini detto Gobbo Saragiolo    | Storno del Grassellini                  | Corso al posto del Palio alla lunga |
| 2 luglio 1849 | Valdimontone | David Bianciardi detto Sangrino            | Morello balzano del Vigni (scosso)      | - |
| 16 agosto 1849 | Onda         | Francesco Santini detto Gobbo Saragiolo    | Morello del Barbetti                    | - |
| 21 ottobre 1849 | Oca          | Francesco Santini detto Gobbo Saragiolo    | Carbonello                              | Palio di recupero del 2 luglio 1848, non corso per la prima guerra d'indipendenza italiana                                                                        |
| 2 luglio 1850 | Chiocciola   | Antonio Guasqui detto Folaghino            | Baio del Bernardini                     | Cappotto della Chiocciola |
| 16 agosto 1850 | Chiocciola   | Antonio Guasqui detto Folaghino            | Morello del Cianchelli                  | Cappotto della Chiocciola |
| 3 luglio 1851 | Leocorno     | Pietro Locchi detto Paolaccino             | Morella con piccola stella              | Corso il 3 per pioggia |
| 17 agosto 1851 | Onda         | Antonio Guasqui detto Folaghino            | Morella con piccola stella              | Corso il 17 perché domenica |
| 2 luglio 1852 | Giraffa      | Agostino Viligiardi detto Cilla            | Morello del Cicali                      | - |
| 16 agosto 1852 | Valdimontone | Antonio Bianchi detto Gobbo Fenzi          | Morella del Grandi                      | - |
| 3 luglio 1853 | Torre        | Francesco Santini detto Gobbo Saragiolo    | Baio scuro del Bandini                  | Corso il 3 perché domenica |
| 16 agosto 1853 | Chiocciola   | Pietro Locchi detto Paolaccino             | Baio scuro del Bandini                  | - |
| 2 luglio 1854 | Lupa         | Pietro Locchi detto Paolaccino             | Morello stellino del Paciarelli         | - |
| 16 agosto 1854 | Nicchio      | Pietro Locchi detto Paolaccino             | Baio bruciato del Bandini               | - |
| 2 luglio 1855 | Chiocciola   | Pietro Locchi detto Paolaccino             | Baio bruciato del Franci                | - |
| Il Palio del 16 agosto 1855 non si corse a causa dell'epidemia di colera che colpì la Toscana                                                                              |              |                                            |                                         | |
| 2 luglio 1856 | Civetta      | Leopoldo Bianchini detto Piccolo Campanino | Storno del Cicali                       | - |
| 15 agosto 1856 | Onda         | Angiolo Fabbri detto Spagnoletto           | Morello del Micheli                     | Palio di recupero per quello non corso nell'agosto 1855 a causa di una epidemia di colera                                                                         |
| 17 agosto 1856 | Torre        | Giuseppe Buoni detto Figlio di Bonino      | Morello del Franci                      | Palio corso il 17 festivo perché il 16 fu effettuato quello "alla lunga"                                                                                          |
| 2 luglio 1857 | Chiocciola   | Pietro Locchi detto Paolaccino             | Baio balzano stellino                   | - |
| 16 agosto 1857 | Leocorno     | Giuseppe Paoli detto Mascherino            | Baio gaggio del Merlotti                | - |
| 14 luglio 1858 | Oca          | Gaetano Bastianelli detto Gano di Catera   | Trattienti                              | - |
| 16 agosto 1858 | Chiocciola   | Pietro Locchi detto Paolaccino             | Baio balzano stellino                   | - |
| I Palii del 1859 non si corsero a causa della seconda guerra d'indipendenza italiana                                                                                       |              |                                            |                                         | |
| 27 aprile 1860 | Onda         | Giuseppe Buoni detto Figlio di Bonino      | Morello stellino del Bandini            | Palio straordinario corso in onore del re Vittorio Emanuele II |
| 2 luglio 1860 | Leocorno     | Angiolo Fabbri detto Spagnoletto           | Baio scuro del Merlotti                 | - |
| 16 agosto 1860 | Istrice      | Angiolo Fabbri detto Spagnoletto           | Baio scuro del Merlotti                 | - |
| 2 giugno 1861 | Oca          | Pietro Locchi detto Paolaccino             | Castagnolo del Franci                   | Anticipato di un mese per celebrare lo festa dello Statuto albertino                                                                                              |
| 16 agosto 1861 | Tartuca      | Mario Bernini detto Bachicche              | Storno del Bandini                      | - |
| 2 giugno 1862 | Istrice      | Giuseppe Buoni detto Figlio di Bonino      | Baio dorato del Cianchelli              | Palio di Provenzano anticipato in occasione della festa dello Statuto albertino                                                                                   |
| 15 agosto 1862 | Giraffa      | Mario Bernini detto Bachicche              | Storno del Ceccarelli                   | Palio anticipato al 15 in sostituzione di quello "alla lunga" |
| 28 settembre 1862 | Onda         | Mario Bernini detto Bachicche              | Morello del Fanci                       | Palio straordinario per il X Congresso delle Scienze a Siena |
| 2 luglio 1863 | Pantera      | Pietro Locchi detto Paolaccino             | Storno del Grandi                       | - |
| Il Palio del 16 agosto 1863 non venne assegnato per disordini |              |                                            |                                         | |
| 3 luglio 1864 | Chiocciola   | Mario Bernini detto Bachicche              | Morello del Grando                      | Rinviato al 3 perché domenica |
| 15 agosto 1864 | Torre        | Agostino Pieri detto Pilesse               | Baio scuro dell'Amaddii (scosso)        | Anticipato al 15 in sostituzione di quello "alla lunga" |
| 2 luglio 1865 | Selva        | Giuseppe Paoli detto Mascherino            | Storno del Pisani                       | - |
| 15 agosto 1865 | Giraffa      | Liberato Turchi detto Liberato             | Morella bruciata dell'Orlandini         | Palio anticipato al 15 in sostituzione di quello "alla lunga" |
| I Palii del 1866 non si corsero a causa della terza guerra d'indipendenza italiana                                                                                         |              |                                            |                                         | |
| 2 luglio 1867 | Nicchio      | Mario Bernini detto Bachicche              | Morello del Cecconi                     | - |
| 15 agosto 1867 | Lupa         | Mario Bernini detto Bachicche              | Baio del Cecconi                        | Anticipato al 15 in sostituzione di quello "alla lunga" |
| 2 luglio 1868 | Onda         | Pietro Locchi detto Paolaccino             | Storno del Grandipa                     | - |
| 16 agosto 1868 | Oca          | Pietro Locchi detto Paolaccino             | Baio del Cecconi                        | Da disputarsi il 15 ma era sabato |
| 4 luglio 1869 | Chiocciola   | Paolo Santinelli detto Marzialetto         | Baio dell'Amaddii                       | Rinviato al 4 perché domenica |
| 17 agosto 1869 | Civetta      | Dante Tavanti detto Il Citto               | Baio del Grandi                         | Rinviato al 17 per pioggia |
| 3 luglio 1870 | Bruco        | Mario Bernini detto Bachicche              | Cavezza di moro del Grandi              | Rinviato al 3 perché domenica |
| 15 agosto 1870 | Onda         | Pietro Locchi detto Paolaccino             | Baia del Venturini                      | Anticipato al 15 in sostituzione di quello "alla lunga" |
| 2 luglio 1871 | Nicchio      | Mario Bernini detto Bachicche              | Storna del Grandi                       | - |
| 15 agosto 1871 | Aquila       | Giuseppe Paoli detto Mascherino            | Brizzola (scosso)                       | Anticipato al 15 in sostituzione di quello "alla lunga" |
| 2 luglio 1872 | Bruco        | Agostino Pieri detto Pilesse               | Storno del Grandi                       | - |
| 15 agosto 1872 | Tartuca      | Pietro Locchi detto Paolaccino             | Morello del Marchetti                   | Anticipato al 15 in sostituzione di quello "alla lunga" |
| 2 luglio 1873 | Istrice      | Mario Bernini detto Bachicche              | Baia scura del Romboli                  | - |
| 17 agosto 1873 | Chiocciola   | Angelo Romualdi detto Girocche             | Storno del Pisani                       | Rinviato al 17 per festività |
| 2 luglio 1874 | Pantera      | Dante Tavanti detto Il Citto               | Storno del Pisani                       | - |
| 16 agosto 1874 | Drago        | Angelo Romualdi detto Girocche             | Storno del Pisani                       | - |
| 4 luglio 1875 | Torre        | Agostino Pieri detto Pilesse               | Storno del Pisani                       | Rinviato al 4 perché domenica |
| 16 agosto 1875 | Valdimontone | Antonio Salmoria detto Leggerino           | Baia del Franci                         | - |
| 17 agosto 1875 | Nicchio      | Angelo Romualdi detto Girocche             | Storno del Pisani                       | Palio straordinario "alla romana", organizzato dalla Società delle Feste                                                                                          |
| 2 luglio 1876 | Civetta      | Angelo Romualdi detto Girocche             | Baia bruciata del Fineschi              | Corso il 4 perché domenica |
| 16 agosto 1876 | Bruco        | Angelo Romualdi detto Girocche             | Baio scuro dell'Amaddii                 | - |
| 17 agosto 1876 | Lupa         | Antonio Salmoria detto Leggerino           | Storno del Pisani                       | Palio straordinario "alla romana", organizzato dalla Società delle Feste                                                                                          |
| Il Palio di 2 luglio 1877 non fu assegnato perché la corsa fu sospesa a causa della caduta al canape di nove cavalli                                                       |              |                                            |                                         | |
| 16 agosto 1877 | Oca          | Lorenzo Franci detto Pirrino               | Storno dell'Amaddii                     | - |
| 2 luglio 1878 | Drago        | Paolo Santinelli detto Marzialetto         | Baia del Nardi                          | - |
| 16 agosto 1878 | Nicchio      | Mario Bernini detto Bachicche              | Baia scura del Ceccarelli               | - |
| 2 luglio 1879 | Valdimontone | Antonio Salmoria detto Leggerino           | Baia del Nardi                          | - |
| 17 agosto 1879 | Selva        | Mario Bernini detto Bachicche              | Baia del Ceccarelli                     | Rinviato al 17 perché festivo |
| 4 luglio 1880 | Selva        | Antonio Salmoria detto Leggerino           | Baia del Ceccarelli                     | Rivniato al 4 perché domenica |
| 16 agosto 1880 | Aquila       | Genesio Sampieri detto il Moro             | Pilata                                  | - |
| 3 luglio 1881 | Oca          | Antonio Salmoria detto Leggerino           | Baia balzana del Ceccarelli             | Rinviato al 3 perché domenica |
| 16 agosto 1881 | Drago        | Genesio Sampieri detto il Moro             | Baio bruciato del Carlini               | - |
| 3 luglio 1882 | Chiocciola   | Mario Bernini detto Bachicche              | Prete                                   | Rinviato al 3 per pioggia |
| 16 agosto 1882 | Torre        | Genesio Sampieri detto il Moro             | Morello del Carlini                     | - |
| 2 luglio 1883 | Lupa         | Dante Tavanti detto Il Citto               | Morello del Carlini                     | - |
| 16 agosto 1883 | Leocorno     | Leopoldo Pasqualetti detto Sordo           | Morello del Carlini                     | - |
| 2 luglio 1884 | Civetta      | Santi Sprugnoli detto Boggione             | Farfallina                              | - |
| 16 agosto 1884 | Bruco        | Santi Sprugnoli detto Boggione             | Farfallina                              | - |
| 17 agosto 1884 | Valdimontone | -                                          | Farfallina                              | Palio straordinario con cavalli scossi, organizzato dalla Società delle Feste                                                                                     |
| 2 luglio 1885 | Chiocciola   | Mario Bernini detto Bachicche              | Morello del Venturini                   | - |
| 16 agosto 1885 | Oca          | Antonio Salmoria detto Leggerino           | Prete                                   | - |
| 4 luglio 1886 | Tartuca      | Antonio Salmoria detto Leggerino           | Carbonello                              | Rinviato al 4 perché domenica Cappotto della Tartuca |
| 16 agosto 1886 | Tartuca      | Pietro Fosci detto Pietrino d'Arezzo       | Farfallina                              | Rinviato al 4 perché domenica Cappotto della Tartuca |
| 16 luglio 1887 | Giraffa      | Genesio Sampieri detto il Moro             | Farfallina                              | Rinviato al 16 per la presenza di re Umberto I e di Margherita di Savoia                                                                                          |
| 16 agosto 1887 | Istrice      | Dante Tavanti detto Il Citto               | Baio balzano del Boscagli               | - |
| 17 agosto 1887 | Aquila       | -                                          | Gigia                                   | Palio straordinario con cavalli scossi, organizzato dalla Società delle Feste                                                                                     |
| 2 luglio 1888 | Chiocciola   | Francesco Ceppatelli detto Tabarre         | Gemma                                   | - |
| 16 agosto 1888 | Civetta      | Lorenzo Franci detto Pirrino               | Farfallina                              | - |
| 4 luglio 1889 | Tartuca      | Francesco Ceppatelli detto Tabarre         | Gemma                                   | Rinviato al 4 per pioggia |
| 16 agosto 1889 | Lupa         | Ansano Giovannelli detto Ansanello         | Sedan                                   | - |
| 18 agosto 1889 | Drago        | -                                          | Baia zaina                              | Palio straordinario con cavalli scossi, organizzato dalla Società delle Feste                                                                                     |
| 2 luglio 1890 | Drago        | Francesco Ceppatelli detto Tabarre         | Prete                                   | Cappotto del Drago |
| 16 agosto 1890 | Drago        | Francesco Ceppatelli detto Tabarre         | Farfallina                              | Cappotto del Drago |
| 18 agosto 1890 | Oca          | Lorenzo Franci detto Pirrino               | Carbonello                              | Palio straordinario "alla romana", organizzato dalla Società delle Feste                                                                                          |
| 2 luglio 1891 | Selva        | Ulisse Betti detto Bozzetto                | Farfallina                              | - |
| 16 agosto 1891 | Tartuca      | Francesco Ceppatelli detto Tabarre         | Farfallina                              | - |
| 18 agosto 1891 | Oca          | Francesco Ceppatelli detto Tabarre         | Farfallina                              | Palio straordinario "alla romana", organizzato dalla Società delle Feste                                                                                          |
| 3 luglio 1892 | Onda         | Ulisse Betti detto Bozzetto                | Baia striscia in fronte                 | Rinviato al 3 per festività |
| 16 agosto 1892 | Oca          | Francesco Ceppatelli detto Tabarre         | Baia dorata del Butini                  | - |
| 29 maggio 1893 | Onda         | Ulisse Betti detto Bozzetto                | Baia marrone del Ramalli                | Palio straordinario per l'inaugurazione del monumento ai caduti nella battaglia di Curtatone e Montanara                                                          |
| 2 luglio 1893 | Civetta      | Ulisse Betti detto Bozzetto                | Farfallino                              | - |
| 16 agosto 1893 | Torre        | Francesco Ceppatelli detto Tabarre         | Lampino                                 | - |
| 2 luglio 1894 | Drago        | Francesco Ceppatelli detto Tabarre         | Morello del Borgogni                    | - |
| 16 agosto 1894 | Istrice      | Francesco Ceppatelli detto Tabarre         | Angiolusse                              | - |
| 19 agosto 1894 | Bruco        | Emilio Lazzeri detto Fiammifero            | Belfortina                              | Palio straordinario "alla romana" per i restauri alla basilica di San Francesco                                                                                   |
| 2 luglio 1895 | Torre        | Francesco Ceppatelli detto Tabarre         | Otello                                  | - |
| 16 agosto 1895 | Tartuca      | Ansano Giovannelli detto Ansanello         | Baio zaino del Manetti                  | - |
| 2 luglio 1896 | Torre        | Domenico Fradiacono detto Scansino         | Farfallino                              | - |
| 16 agosto 1896 | Bruco        | Emilio Lazzeri detto Fiammifero            | Baia del Vallesi                        | Palio straordinario, richiesto dai cittadini, in seguito allo spostamento di quello ordinario al 25 agosto a causa del passaggio da Siena del VIII Corpo d'Armata |
| 25 agosto 1896 | Torre        | Domenico Fradiacono detto Scansino         | Febo                                    | Cappotto della Torre (2 luglio e 25 agosto) |
| 23 settembre 1896 | Istrice      | Celso Cianchi detto Montieri               | Febo                                    | Palio straordinario per l'inaugurazione del monumento a Giuseppe Garibaldi, rinviato di un giorno per pioggia                                                     |
| 4 luglio 1897 | Giraffa      | Domenico Fradiacono detto Scansino         | Febo                                    | Rinviato al 4 perché domenica Cappotto della Giraffa |
| 16 agosto 1897 | Giraffa      | Massimo Tamberi detto Massimino            | Febo                                    | Rinviato al 4 perché domenica Cappotto della Giraffa |
| 3 luglio 1898 | Oca          | Ermanno Menichetti detto Popo              | Morella del Franci                      | Rinviato al 3 perché domenica |
| 16 agosto 1898 | Tartuca      | Angelo Volpi detto Bellino                 | Gamba di Ferro                          | - |
| 2 luglio 1899 | Selva        | Girolamo Vigni detto Pippio                | Gallia                                  | - |
| 16 agosto 1899 | Lupa         | Angelo Volpi detto Bellino                 | Baia del Fabbri                         | - |
| 2 luglio 1900 | Drago        | Angelo Volpi detto Bellino                 | Sultana                                 | - |
| 9 settembre 1900 | Nicchio      | Angelo Volpi detto Bellino                 | Baia del Fanetti                        | Recupero del Palio di agosto, rinviato per l'assassinio di re Umberto I di Savoia                                                                                 |